# Xaver Reichmuth
Xaver Reichmuth (* 3. Mai 1931 in Schwyz; † 26. Februar 2013 ebenda; heimatberechtigt ebenda) war ein Schweizer Politiker (CVP).

## Biografie

### Familie und Beruf
Der katholisch getaufte, gebürtige Schwyzer Xaver Reichmuth, Sohn des Landwirts Xaver Reichmuth senior sowie dessen Ehegemahlin Anna geborene Küttel, absolvierte nach seinem Pflichtschulabschluss eine kaufmännische Ausbildung. Xaver Reichmuth war in der Folge in seinem erlernten Beruf eingesetzt.
Xaver Reichmuth heiratete im Jahre 1955 Adelheid, die Tochter des Staatskassiers Robert Annen. Er verstarb im Februar 2013 zwei Monate vor Vollendung seines 82. Lebensjahres in seinem Heim in Schwyz.

### Politischer Werdegang
Der der Christlichdemokratischen Volkspartei der Schweiz (CVP Schweiz) beigetretene Xaver Reichmuth fungierte von 1951 bis 1968 als Bezirksläufer sowie Bezirkskassier. In den Jahren 1958 bis 1962 hielt er die Ämter des Säckelmeisters und Gemeindepräsidenten von Schwyz inne. 1964 erfolgte eine Wahl in den Schwyzer Kantonsrat. 1968 wurde er in den Regierungsrat gewählt, dort stand er zuerst dem Baudepartement, dann ab 1977 dem Finanzdepartement vor. Reichmuth, der von 1974 bis 1976 das Amt des Landammanns versah, trat 1984 zurück. 1983 wählte ihn das Volk in den Ständerat, dort präsidierte er unter anderem die Kommission für ein neues Bundessteuerrecht, 1991 schied er aus.
In Reichmuths Ära als Leiter des Baudepartements fielen die Revision des kantonalen Baugesetzes sowie der Bau der Nationalstrassen A3 und A4. Während seiner Regierungszeit als Vorsteher des Finanzdepartements trat das neue Gesetz über die Kantonalbank Schwyz in Kraft. Zudem wurde 1978 und 1982 das kantonale Steuergesetz revidiert.
Xaver Reichmuth präsidierte darüber hinaus zahlreiche öffentliche und gemeinnützige Organisationen sowie das Organisationskomitee der Bundesfeier zum 700-Jahr-Jubiläum der Eidgenossenschaft vom 1. August 1991 in Schwyz.

## Publikation
- Nationalstrasse N 3 : Teilstrecke Pfäffikon-Weesen : Eröffnung 30. November 1973. 1973